# Catedral de San Nicolás (Friburgo)
La Catedral de San Nicolás de Friburgo (en francés: Cathédrale Saint-Nicolas de Fribourg) construida en el estilo gótico, domina el centro de la ciudad medieval de Friburgo (Suiza). Fue edificada sobre un promontorio rocoso de 50 metros por encima del río Sarine (Saane). 
El cuerpo principal de la iglesia se inició en 1283 y fue completada en 1430. La torre fue terminada en 1490. Se trata de una estructura de 76 metros de altura que posee unas 11 campanas. También cuenta con un rosetón sobre el portal principal con vidrios de colores obra de Alfred Manessier (1988). Originalmente una iglesia parroquial, en 1924 se convirtió en la catedral de la Diócesis de Lausana, Ginebra y Friburgo.